# Улица Марка Безручко (Киев)
Улица Марка Безручко (до 2016 года — улица Бабушкина) (укр. Вулиця Марка Безручка) — улица в Шевченковском районе города Киева. Пролегает от улицы Брюссельская (Гончарова) до улицы Георгия Дудника, исторически сложившаяся местность (район) Нивки.
Примыкают улицы Даниила Щербаковского, Черняховского, Сеньковский переулок (Бабушкина), Зелёного Клина (Уссурийская).

## История
Новая улица № 867 возникла в 1940-1950-е годы. 
29 декабря 1953 года Новая улица № 867 посёлка Нивки в Октябрьском районе была переименована на улица Бабушкина — в честь революционера, большевика-искровца Ивана Васильевича Бабушкина, согласно Решению исполнительного комитета Киевского городского совета депутатов трудящихся № 2610 «Про наименование городских улиц» («Про найменування міських вулиць»). Также по названию улицы в 1955 году был назван переулок Бабушкина (с 2022 года — Сеньковский).
19 февраля 2016 года улица получила современное название — в честь генерала-хорунжего Армии УНР Марка Даниловича Безручко, согласно Распоряжению Киевского городского главы № 125/1 «Про переименование бульвара, улиц, площадей и переулков в городе Киеве» («Про перейменування бульвару, вулиць, площі та провулків у місті Києві).

## Застройка
Улица пролегает в восточном направлении параллельно проспекту Победы. 
Парная и непарная стороны улицы (до примыкания улицы Черняховского) заняты усадебной застройкой, далее (после примыкания улицы Черняховского) непарная сторона занята многоэтажной жилой застройкой (5-этажные дома), парная — парком Нивки.   
Учреждения: нет
Мемориальные доски:
1. дом № 25 — Ивану Васильевичу Бабушкину — демонтирована — комментарий именования улицы